# Kriva Rijeka
Kriva Rijeka (cyr. Крива Ријека) – wieś w Bośni i Hercegowinie, w Republice Serbskiej, w gminie Kozarska Dubica. W 2013 roku liczyła 43 mieszkańców.